# Bataille d'Ándros (1790)
Pour les articles homonymes, voir Bataille d'Andros.
Guerre russo-turque de 1787-1792
Batailles
- Kinburn
- Otchakov
- Île des Serpents (Fidonisi)
- Focșani
- Râmnic
- Kertch
- Tendra
- Izmaïl
- Măcin
- Kaliakra

La bataille d'Andros a eu lieu les 17 et 18 mai 1790, pendant la guerre russo-turque, entre le Cap Kafireas et l'île d'Andros, opposant les navires du Grec Lambros Katsonis, chevalier de l'Empire russe, à une flotte algérienne commandée par le raïs algérien Sadi Ali et une flotte ottomane. La bataille s'est soldée par une victoire algéro-ottomane, Katsonis a perdu cinq navires et sa flottille a été décimée, toutefois, les algéro-ottomans ont également subi de lourdes pertes. 
Le chevalier russe a pu s'échapper, reconstituer ses forces et rester actif jusqu'à la fin de la guerre.

## Contexte
Katsonis participe à la révolte d'Orlov en 1770, puis entre au service de l'Empire russe sous Catherine la Grande, atteignant le rang de Major. À la suite de l'éclatement de la guerre russo-turque au printemps 1789, il se rend à Trieste pour recruter des équipages et des navires grecs, forme une flotte pour opérer contre les Ottomans dans les mers ionienne et égéenne. À son arrivée en Égée en été 1789, Katsonis saisit, garnit et fortifie l'île de Kea comme base. De là, Katsonis mène de nombreux raids contre les navires ottomans dans le nord de l'Égée, de la Chalcidique aux Dardanelles, et s'engage même dans un court blocus, dans le détroit de Dardanelles. Katsonis est un commandant agressif, n'hésitant à affronter la marine ottomane chaque fois qu'il en a la possibilité. En juin 1790, il défait une flotte turque de 14 navires entre Syros et Mykonos. En juillet, il remporte une autre bataille entre Syros et Delos. Pour ses exploits, Catherine le promeut lieutenant-colonel le 24 juillet 1789.
Katsonis collabore souvent avec une autre flottille russe commandée par le capitaine maltais Guglielmo Lorenzo opérant également en Égée, mais la tentative de ce dernier de rallier Katsonis à son commandement est fortement rejetée par celui-ci, qui insiste sur l'indépendance de son commandement. L'opportunité d'unir les deux flottes se perd. Les relations entre Lorenzo et Katsonis s'aggravent, Katsonis interdit aux insulaires d'aider la flottille de Lorenzo, de nombreux membres de l'équipage de ce dernier font défection dans l'autre camp, attirés par le salaire plus grand que Katsonis consent à ses hommes. D'autre part, on ne peut ni nier, comme l'indique l'historien russe Yuri Pryakhin, que la flotte de Katsonis est beaucoup plus efficace et que Katsonis lui-même, en tant que grec, a un attrait beaucoup plus large parmi les populations grecques d'Égée, qui le considèrent comme un héros. Lorenzo, d'autre part, malgré l'assemblage d'une grande flotte de 36 navires, a déjà quitté l'Égée en août et est retourné en Sicile, refusant de continuer à opérer contre les Ottomans, considérés comme trop dangereux. Katsonis continue son activité, battant une flotte turque et algérienne près d'Eleni (Makronisos) le 4 août, la Sublime Porte tente de le soudoyer en offrant, grâce au Drogman de la flotte d'Alexandros Mavrogenis, une grâce totale, ainsi que le droit de s'installer avec ses disciples sur l'île de son choix, avec un droit héréditaire, et 200 000 pièces d'or.

## La bataille
En septembre 1789, Katsonis laisse sa flotte sur les îles ioniennes, contrôlée par les vénitiens, pour réparer et reconstituer ses navires. Cependant, à la fin du mois d'août, la flotte ottomane arrive à Kéa et pille l'île. Les hommes de Katsoni sont massacrés, et les infrastructures détruites. Au début du printemps 1790, après avoir entrepris des réparations sur ses navires, Katsonis avec une flotte de neuf navires retourne en Égée. En prenant à bord de la klephte Androutsos et 800 de ses hommes, il suit la trace de la flotte turque en Égée, avançant jusqu'à Tenedos dans l'espoir de faire face aux Ottomans. Le 15 avril, ils arrivent à Kea, qu'ils fortifient et réorganisent en défense.
Là, il apprend qu'un escadron ottoman de dix-neuf navires, a quitté les Dardanelles avec des ordres du nouveau Sultan, Sélim III, pour le chasser et le tuer. Katsonis navigue pour le rencontrer, mais les vents adverses retardent son avancée, et le 17 mai, sa flotte rencontre l'escadre ottomane dans le détroit entre le cap Kafireas d'Eubée et l'île d'Andros. Des sources rapportent que Katsonis disposait de neuf ou sept navires, mais son biographe grec P. Magiakos dans son exposé de 1930 suggère que deux des neuf navires ont été incapables de participer à la bataille en raison des vents défavorables.
Les deux flottes s'affrontent vers midi, la bataille dure toute la journée. Le combat est initialement favorable aux Grecs, mais la nuit, le vent tombant, les bateaux de Katsonis ne peuvent se désengager. Au début du matin, au lendemain, un escadron algérien de 11 navires selon Pryakhin, 12 selon Magiakos et 13 selon une lettre récemment découverte d'un des équipiers de Katsonis, vient en aide au Ottomans. Magiakos rapporte également que les Algériens sont renseignés par Spetsiot Anargyros Hatzianargyros, cousin d'un officier dans la flotte de Katsonis, qui, en récompense, est plus tard nommé bey de Spetses par les Ottomans. La flottille grecque, maintenant dans une position critique, est attaquée de deux côtés par plus de trente navires de ligne. Au fur et à mesure, les Grecs commencent à vider leurs munitions, et doivent réduire leur taux d'incendie. Les navires de Katsonis sont exposés à un feu menaçant, leurs structures sont criblées de balles, de nombreux officiers sont tués, les Algériens abordent et attaquent leurs navires. Les Algériens réussissent à capturer trois navires russes, qui coulent plus tard, trop endommagés. En fin de compte, Katsonis est obligé d'abandonner son plus puissant vaisseau, fortement endommagé, l'Athéna du Nord. Il réussit à s'échapper avec quelques camarades sur un skiff entre les navires ottomans.
Les pertes parmi la flotte de Katsonis sont de 565 morts et 53 blessés, ainsi qu'un très grand nombre de prisonniers. Katsonis avec ses deux autres navires se sont retirés vers Kythira. Les pertes ottomanes et algériennes sont également lourdes, dont environ 3 000 hommes tués et beaucoup de blessés. Beaucoup de navires ont dû être remorqués, et, selon certains rapports, quelques-uns ont coulé en chemin. Néanmoins, la flotte de Katsonis est anéantie. La flotte ottomane-algérienne reçoit un accueil triomphal à Constantinople. Le capitaine du régiment des Grenadiers, Yegor Palatino, qui a récemment rejoint la flotte, est fait prisonnier. Il rapporte que 17 prisonniers ont été suspendus publiquement devant la flotte, six décapités devant le sultan lui-même et le lendemain , 21 autres ont été tués. Palatino lui-même n'a été sauvé de l'exécution que parce qu'il était connu du sérasker, pour avoir été employé par Katsonis comme messager. D'autres membres de l'équipage de Katsonis, qui ont réussi à rejoindre les environs d'Andros, sont pourchassés par les Algériens et même certains habitants locaux sont exécutés, tandis que d'autres, y compris le futur amiral de la guerre d'indépendance grecque, Nikolis Apostolis, sont sauvés par les habitants, et Bombesté par les pêcheurs de l'île à Kythira. Les Ottomans reprennent également Kea, et y détruisent la base de Katsonis.

## Conséquences
Avec les navires restants, Katsonis a fui vers l'île ionienne d'Ithaque, où il réussit à reconstituer ses forces et  recruter plus de navires. Malgré sa défaite, il est récompensé et promu colonel de la Croix de Saint-Georges, quatrième classe par l'impératrice Catherine, sur recommandation de Grigory Potemkin. Katsonis et sa flotte restent actifs dans la mer Égée et continuent de marquer des succès contre les Ottomans. Au cours de l'été 1791, Katsonis dispose de 21 navires. Les victoires russes à Măcin et Kaliakra ont sonné la fin de la guerre. L'armistice est signé le 11 août 1791, suivi du traité de Jassy. Katsonis est condamné à respecter le traité, et donc cesser ses opérations. Cependant, il refuse d'obéir et rassemble ses navires à Porto Kagio près du cap Ténare, mais est attaqué par une flotte conjointe ottomane-française. Sa flotte est anéantie. Katsonis  réussit à s'échapper en Russie avec quelques-uns de ses partisans, et s'installent à Livadiya, en Crimée.